# Esteban Saveljich
Esteban Ariel Saveljić (20 de maig de 1991, Tandil, Buenos Aires) és un futbolista professional argentí d'origen montenegrí, que juga com a defensa central al Real Murcia. Ha estat internacional amb la selecció de Montenegro. Es cosí de l'exfutbolista iugoslau Niša Saveljić.

## Carrera de club
Nascut a Tandil, província de Buenos Aires, Argentina, Saveljich es va incorporar a la formació juvenil del Racing Club l'any 2006, amb 15 anys. El 23 de juny de 2012, va formar el seu primer equip –i la Primera Divisió argentina–, en una derrota a fora contra el Vélez Sársfield.
Saveljich va marcar el seu primer gol com a professional l'1 d'abril de 2014, en un empat a 3 a casa contra l'Estudiantes. També va formar part de l'equip que es va coronar campió aquell any, però com a suplent.
El gener de 2015, Saveljich va ser cedit al seu equip de primer nivell, Defensa y Justicia, fins a finals d'any. Va jugar 24 partits, marcant un gol, i el seu equip va evitar el descens a la primera divisió Argentina 2015.
El 24 de gener de 2016, Saveljich es va traslladar a l'estranger, signant un contracte de cessió de sis mesos amb la UD Almeria de segona divisió. El 18 d'agost, va signar un contracte indefinit de quatre anys amb un equip de la mateixa lliga, el Llevant UE.
El 4 d'agost de 2017, després de contribuir esporàdicament a l'ascens del club valencià a la Lliga, Saveljich va ser cedit a l'Albacete Balompié de segona divisió durant un any. El 31 d'agost de 2018, va tornar a l'Almeria cedit per a la campanya 2018–19.
El 26 de juliol de 2019, Saveljich va signar un contracte permanent de quatre anys amb el Rayo Vallecano, recentment descendit a segona divisió. L'1 de setembre de 2023, va fitxar pel Burgos CF de segona divisió amb un contracte d'un any.
El 22 d'agost de 2024, Saveljich va signar amb el Real Murcia de la tercera divisió.

## Trajectòria internacional
Saveljich va obtenir la nacionalitat montenegrina el 2015. Va ser convocat per a partits internacionals de Montenegro contra Dinamarca i Suècia el juny de 2015, en els quals va entrar com a suplent. En un partit de classificació per a l'Eurocopa 2016 del Grup G]] contra Rússia, va ser titular.
Sota la direcció de Ljubiša Tumbaković, el nou entrenador de la selecció de Montenegro, va jugar un partit amistós contra Grècia.

## Vida personal
Saveljich, un argentí montenegrí, és el cosí de l'exfutbolista montenegrí Niša Saveljić. His paternal great-grandfather and grandmother were immigrants from Montenegro.
Saveljich rep el sobrenom de "el Polaco" pels mitjans argentins, a causa del color del seu cabell. En canvi, a Montenegro rep el sobrenom de "Gaucho".